# Dugi Rat
Dugi Rat je industrijsko in turistično naselje z okoli 3.300 prebivalci (največ, 3.500 jih je bilo ob popisu 2001), občinsko središče in pristanišče v Splitsko-dalamtinski županiji (Hrvaška).
Občina Dugi Rat ima 6.904 prebivalcev (po popisu 2021; 2011 še 7.092, največ, 7.305 pa jih je imela leta 2001).

## Geografija
Dugi Rat leži 5 km zahodno od Omiša v primorskem delu Poljica ob glavni cesti Split - Dubrovnik. Vzhodno od naselja in zahodno pri Malem Ratu je vrsta peščenih plaž (Luke, Rogač in druge).
V pristanišču, ki je namenjen za potrebe industrije in za pristajanje turističnih plovil ni prostora, stoji svetilnik, ki oddaja svetlobni signal: Z Bl(2) 5s. Nazivni domet svetilnika je 3 milje.

## Zgodovina
Najstarejša naselja v občini se razprostirajo na višini 200 - 250 mnm pod planino Perun, to so naselja: Jesenice, Sumpetar, Zeljovići, Krug in Duće. Nekatera od teh naselij je danes zapuščenih, ker so se prebivalci desetletja odseljevali.
O starosti naselij na tem področju govorijo arheološka odkritja. Najpomembnejša odkritja izvirajo predvsem iz dveh podzemnih jam imenovanih Turska peč in Ponistrica. Te najdbe dokazujejo, da je bilo to področje poseljeno že v kameni dobi. Trajno poseljenost pa dokazujejo tudi ostanki temeljev hiš in gomile iz obdobja bronaste in železne dobe.

## Gospodarstvo
Glavni nosilki gospodarske dejavnosti v občini sta podjetji:
- Dalmacija - tovarna ferolegur in karbida ter
- Iskra Telematika - razvoj softwerea za Iskrine digitalne telefonske centrale

## Znane osebe
- Don Slavko Kadić - župnik in graditelj cerkva

## Demografija
| Pregled števila prebivalcev po letih | Pregled števila prebivalcev po letih | Pregled števila prebivalcev po letih | Pregled števila prebivalcev po letih | Pregled števila prebivalcev po letih | Pregled števila prebivalcev po letih | Pregled števila prebivalcev po letih | Pregled števila prebivalcev po letih | Pregled števila prebivalcev po letih | Pregled števila prebivalcev po letih | Pregled števila prebivalcev po letih | Pregled števila prebivalcev po letih | Pregled števila prebivalcev po letih | Pregled števila prebivalcev po letih | Pregled števila prebivalcev po letih |      |      |
| ------------------------------------ | ------------------------------------ | ------------------------------------ | ------------------------------------ | ------------------------------------ | ------------------------------------ | ------------------------------------ | ------------------------------------ | ------------------------------------ | ------------------------------------ | ------------------------------------ | ------------------------------------ | ------------------------------------ | ------------------------------------ | ------------------------------------ | ---- | ---- |
| 1857                                 | 1869                                 | 1880                                 | 1890                                 | 1900                                 | 1910                                 | 1921                                 | 1931                                 | 1948                                 | 1953                                 | 1961                                 | 1971                                 | 1981                                 | 1991                                 | 2001                                 | 2011 | 2021 |
| 0                                    | 0                                    | 8                                    | 6                                    | 39                                   | 48                                   | 0                                    | 310                                  | 603                                  | 723                                  | 1240                                 | 1644                                 | 2723                                 | 3164                                 | 3507                                 | 3442 | 3338 |